# アイアンブリッジ (イングランド)
アイアンブリッジ (Ironbridge) は、イングランド中西部シュロップシャー州の集落。セヴァーン川に臨み、アイアンブリッジ峡谷の中心に位置している。行政上は、テルフォード・アンド・リーキン (Telford and Wrekin) のカウンティ・バラ、ザ・ゴージ（The Gorge：「峡谷」の意）の行政パリッシュに所属している。アイアンブリッジという地名は、この集落にある有名な鉄橋、アイアンブリッジに由来する。全長およそ30メートル（100フィート）の鋳鉄製のこの橋は1779年に架橋され、1781年に開通した。

## 歴史
アイアンブリッジ周辺の一帯は、「産業革命が生まれた場所 (Birthplace of the Industrial Revolution)」という宣伝文句の観光地となっている。これは、コールブルックデール (Coalbrookdale) で製鉄業を営んでいたエイブラハム・ダービー（1世）が、コークスを用いた鉄の製錬技術を完成させ、低廉な製鉄を実現したことを踏まえた表現である。しかし、産業革命はどこか特定の場所で「生まれた」というわけではなく、各地で始まった現象であった鉄道の伸長、紡績機、織機その他の産業機械類の発明や、様々な活動実践が国中で展開されていた。ダービーによる鉄の製錬技術は、そうした全面的な革命のごく一部に過ぎず、しばらくすると他の大規模な製鉄産業地域の勃興によって影は薄くなったが、同種の手法で最初に鋳鉄を製造し、現在まで施設が残された数少ない事例のひとつであり、産業時代の夜明けを表す重要な象徴として残されている。
初代のエイブラハム・ダービーの孫エイブラハム・ダービー3世は、ふたつの地域を直結させるべく、トマス・ファーノルズ・プリチャードの原案設計により有名な橋を建設した。建設は1779年に始まり、1781年の元日に開通した。その後間もなく、古来存在したメイドリー (Madeley) の市場が、新たに建設された広場とジョージ王朝期のバター・クロス (Butter Cross) に移され、それまで家も疎らでメイドリー・ウッド (Madeley Wood) と呼ばれていた集落が、新たにアイアンブリッジとして計画的に都市化され、コールブルックデール炭田の商業や行政の中心となった。鉄橋を架けた事業主たちは、新しい橋をはじめ、セヴァーン峡谷の産業景観を訪れる観光客を宿泊させるために、トンティーン・ホテル (the Tontine Hotel)を建設した。川に臨む丘の斜面には、リンカーン・ヒル (Lincoln Hill) に16世紀に建てられた石造の狩猟小屋や、17世紀から18世紀にかけての労働者の住居、アイアンマスター（塊鉄炉ないし高炉を所有、経営する親方）たちや、炭鉱、運河の艀などの所有者たちの堂々たるジョージ王朝期の住宅、地元で製造された多彩な着色煉瓦やタイルを用いた数多くの初期ヴィクトリア朝の屋敷などが建てられている。
1837年建立の聖ルーク教会 (St Luke's Church) は、国教財務委員会の出資によって建設された簡素な造りの、いわゆるコミッショナーズ・チャーチで、マデレーのサミュエル・スミスが建設に当たった。この教会にはシュルーズベリー (Shrewsbury) のデイヴィッド・エヴァンズによるステンドグラスが設置されている。1847年にメイドリーから分離したパリッシュ（教会区）が設けられると教区牧師の聖職禄が寄附されるようになったが、現在ではヘレフォード教区 (Diocese of Hereford) の一部として、隣接するコールブルックデールやリトル・ウェンロック (Little Wenlock) と統合されている。
鉄橋の南側には、ハートルベリー (Hartlebury) からシュルーズベリーまでを結んでいたグレート・ウェスタン鉄道セヴァーン峡谷線 (the Severn Valley line) のアイアン・ブリッジ・アンド・ブローズリー駅 (Iron Bridge and Broseley railway station) 跡が、1966年まで残っていた。
サッカーイングランド代表の主将を務めたビリー・ライトは、アイアンブリッジ生まれである。

## 現在

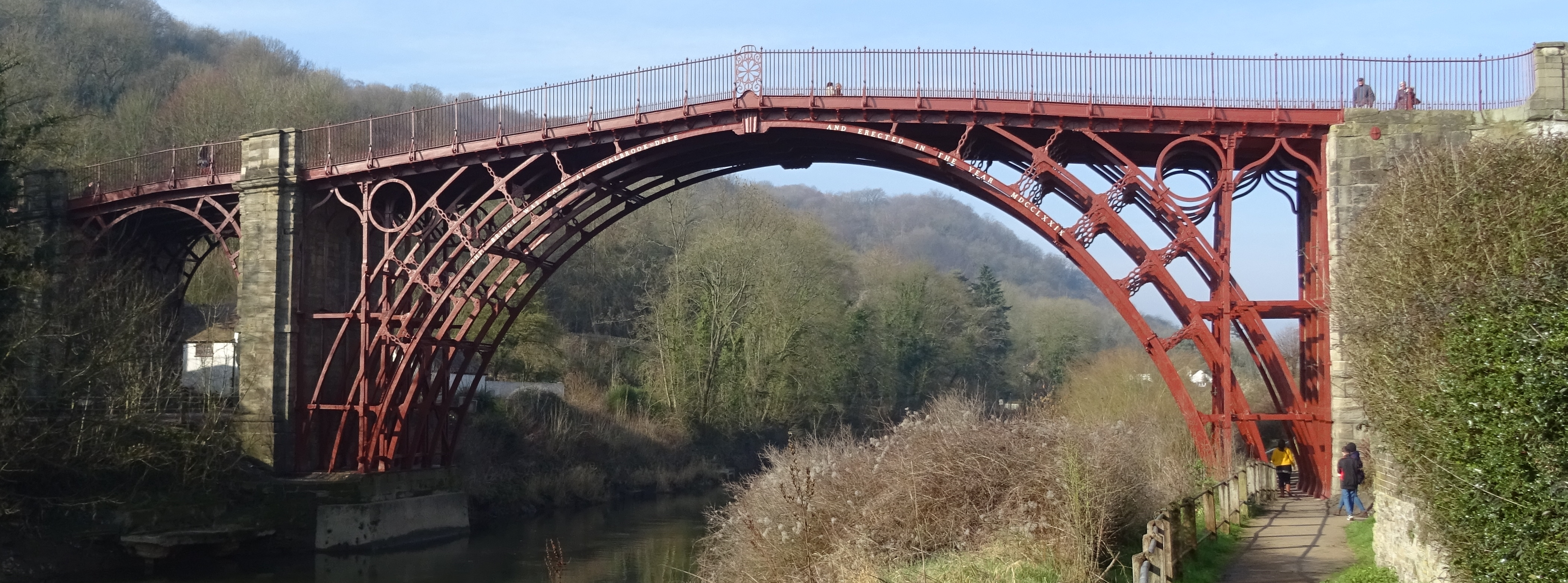
アイアンブリッジ（2018年の修復後）

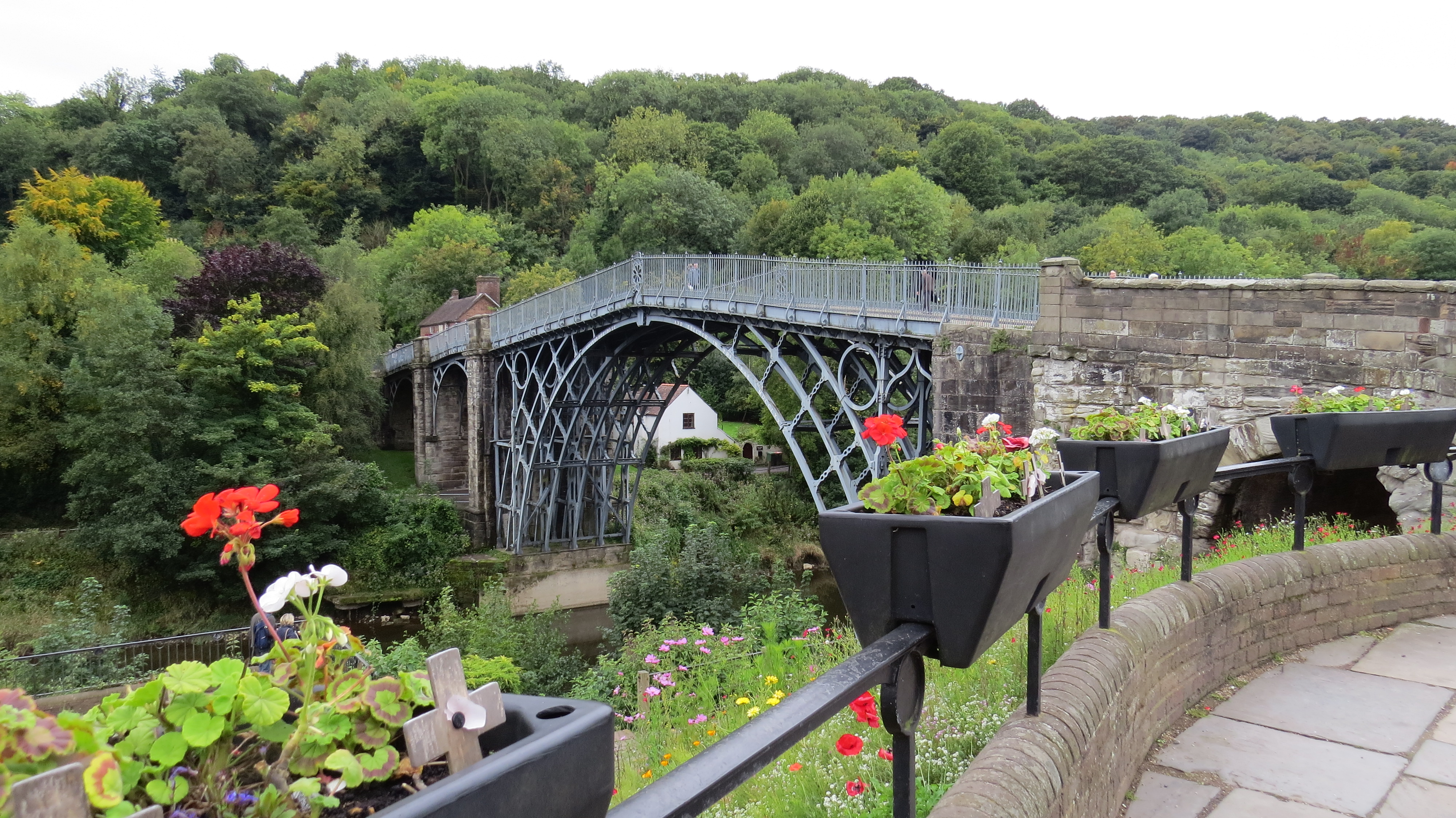
修復前のアイアンブリッジ（2015年、当時は青灰色）

19世紀のアイアンブリッジには、ベンジャミン・ディズレイリをはじめ数多くの著名人たちが訪れていたが、20世紀半ばまでに、この集落はすっかり衰退していた。しかし、1986年にユネスコの認定する世界遺産となったアイアンブリッジ峡谷地域に含まれたことから、アイアンブリッジはシュロップシャー州内有数の観光地となった。アイアンブリッジの産業の大部分は、現在は観光関係施設となっているが、1930年に創業したテディ・ベア製造業メリーソートは現在もアイアンブリッジで操業しており、小さな博物館も設けられている。集落には現在も郵便局、薬局、様々なパブ、カフェがあり、その他数多くの小さな店が繁盛している。
2003年7月10日（木曜日）、女王とエディンバラ公はシュロップシャー州を訪問し、アイアンブリッジも訪れて、自身で橋を歩いて渡った。
例年8月には、セヴァーン川でコラクルというかつて渡河に用いた小舟のレガッタが行われるほか、年間を通して数多くの行事が開催されている。これは、コラクルを製造するロジャーズ家が何世代にもわたってアイアンブリッジに定住しているためである。アイアンブリッジに隣接するコールブルックデールには、バーミンガム大学とアイアンブリッジ峡谷博物館トラストの提携によって設けられたアイアンブリッジ・インスティテュートがあり、文化遺産に関する大学院教育や職能研修を行っている。

## 洪水
アイアンブリッジは、シュロップシャー州内の各地と同様に、毎年繰り返されるセヴァーン川の氾濫という問題を抱えている。以前の洪水によって、2軒のパブ（The Swan と White Hart）や様々な住宅があったザ・ウォーフェジ（The Warfage：「船着き場」の意）一帯は損害を受け、崩壊した箇所もある。2004年2月から環境食糧省 (DEFRA) が、環境局と協力して、洪水時に設置する可搬式の防水板等の設置を進めている。洪水のピーク時には、防水板の底から1メートルの高さにまで水が達する。